# 아라빛섬
아라빛섬은 인천광역시 서구에 있는 인공 섬이다. 경인 아라뱃길이 황해와 연결되는 부분에 있는 아라인천터미널 남쪽, 인천국제공항고속국도 북인천IC 북쪽에 있다. 건설 당시 명칭은 섬마을테마파크였다.

## 시설
- 정서진 광장
- 야외무대
- 편의시설
- 산책로

## 특징
아라인천터미널과 아라빛섬은 경인 아라뱃길의 수향 제2경이다.

## 축제
대한민국 자전거 대축전이 2012년 4월 22일에 개최되었던 곳이다.

## 같이 보기
- 정서진